# اچ‌ام‌اس کورنوالیس (۱۸۱)
اچ‌ام‌اس کورنوالیس (۱۸۱) (به انگلیسی: HMS Cornwallis (1801)) یک کشتی است. این کشتی در سال ۱۸۰۱ ساخته شد.